# Ван Грунинген, Феликс
Феликс Ван Грунинген (нидерл. Felix Van Groeningen) — бельгийский кинорежиссер, сценарист и продюсер.

## Биография
Ван Грунинген учился на кафедре изобразительного искусства в «Королевской академии изящных искусств» в Генте. Он окончил институт в 2000 году.
В 2004 году вышел его первый фильм – «Стив и Скай» (нидерл. Steve + Sky). Благодаря этой работе Ван Грунинген сразу стал знаменитым. В фильме снимались бельгийская модель Дельфин Бафорт, которая была в то время подругой Ван Грунингена, и бельгийский актер Титус Де Вогт. В фильме речь идет о мелком преступнике Стиве, который выходит из тюрьмы и встречает наивную проститутку по имени Скай. В том же 2004 году «Стив и Скай» была удостоена премия Joseph Plateauprijs за лучший бельгийский фильм. До 2006 года это была важная награда в Бельгии в области кино. Сегодня во Фландрии и в Валлонии используются отдельные кинопремии.
В 2007 году Ван Грунинген выпустил «Дни без любви» (нидерл. Dagen Zonder Lief) о группе друзей, жизнь которых меняется, когда один из них, несколько лет где-то пропадавший, снова возвращается домой.
В 2008 году Ван Грунинген начал снимать «Фламандские натюрморты» (нидерл. De helaasheid der dingen) по одноименному роману бельгийского писателя и поэта Дмитрия Верхюльста. Фильм рассказывает о писателе, который вспоминает о молодости, непутевом отце, трех пьющих дядюшках и бабушке. Фильм вышел в 2009 году и в мае того же года был номинирован на премию Quinzaine des Réalisateurs на Международном Каннском кинофестивале. Там он завоевал приз Prix Art et Essai, который выдается организацией, представляющей 3000 независимых кинотеатров по всему миру. Также в 2009 году на кинофестивале Гента фильм «Фламандские натюрморты» получил премию Jo Röpcke Award 2009. Это фламандская кинонаграда, присуждаемая ежегодно бельгийским журналом Knack Focus.
9 октября 2012 года на кинофестивале Гента Феликс Ван Грунинген представил свой четвертый фильм - «Разомкнутый круг» (англ. The Broken Circle Breakdown). Фильм рассказывает о сложных отношениях между кантри-музыкантом Дидье и певицей и татуировщицей Элизой. У пары рождается дочь Мэйбелл, но она серьезно заболевает и умирает. В главных ролях играют бельгийские актеры Йохан Хелденберг и Верле Батенс. В России фильм вышел в прокат 16 января 2014 года. «Разомкнутый круг» был номинирован на «Оскар» 2014 года в номинации «Лучший фильм на иностранном языке», однако победителем стал итальянский фильм «Великая красота» (итал. La grande bellezza) режиссёра Паоло Соррентино.

## Личная жизнь
Ван Грунинген состоит в отношениях с актрисой Шарлоттой Вандермерс. Их сын, Руфус, родился в 2018 году.

## Фильмография
- 2000 — 50CC (короткометражный фильм)
- 2004 — Стив и Скай / Steve + Sky
- 2007 — С такими друзьями / Dagen Zonder Lief
- 2009 — Фламандские натюрморты / De helaasheid der dingen
- 2012 — Разомкнутый круг / The Broken Circle Breakdown
- 2018 — Красивый мальчик / Beautiful Boy